# Estación de Saint-Denis
La estación de Saint-Denis es una estación ferroviaria francesa situada en la comuna homónima, en el departamento de Seine-Saint-Denis al norte de París. Por ella circulan los trenes de cercanías de la línea D del RER, y de la línea H del Transilien. 
Ofrece una conexión con la línea 1 del tranvía parisino.
Con más de 70 000 pasajeros diarios es una de las principales estaciones de la región parisina.

## Historia
La estación fue inaugurada en 1846 como parte de la línea Saint-Denis - Pontoise que forma parte del trazado original de la radial París - Lille. Sin embargo, posteriormente, la apertura de la variante de Chantilly dio lugar a un enlace mucho más directo con el norte de Francia convirtiendo en secundario dicho trazado.
La línea C del RER opera en la estación desde el año 1987 configurándose como parte del ramal D5.
Desde finales de 1992 está conectada con la línea 1 del renacido tranvía parisino.

## Descripción
La estación se compone de ocho vías todas con acceso a andenes excepto una que usan los trenes de alta velocidad en dirección a París o al norte de Francia. Están numeradas de forma lógica del 1 al 7. 